# Cantone di Saint-Clar
Il Cantone di Saint-Clar era una divisione amministrativa dell'arrondissement di Condom.
A seguito della riforma approvata con decreto del 26 febbraio 2014, che ha avuto attuazione dopo le elezioni dipartimentali del 2015, è stato soppresso.

## Composizione
Comprendeva i comuni di:
- Avezan
- Bivès
- Cadeilhan
- Castéron
- Estramiac
- Gaudonville
- L'Isle-Bouzon
- Magnas
- Mauroux
- Pessoulens
- Saint-Clar
- Saint-Créac
- Saint-Léonard
- Tournecoupe